# لاسلو زاراندی
لاسلو زاراندی (انگلیسی: László Zarándi؛ ۱۰ ژوئن ۱۹۲۹ - ۱۴ اوت ۲۰۲۳) دونده اهل مجارستان بود.